# Französische Rugby-Union-Meisterschaft 1972/73
Die Saison 1972/73 war die 74. Austragung der französischen Rugby-Union-Meisterschaft (französisch Championnat de France de rugby à XV). Sie umfasste 64 Mannschaften in der ersten Division (heutige Top 14).
Die Meisterschaft begann mit der Gruppenphase, bei der in acht Gruppen je acht Mannschaften gegeneinander antraten. Die Erst- bis Viertplatzierten jeder Gruppe zogen in die Finalphase ein, während die Fünft- bis Achtplatzierten in der folgenden Saison der neu eingeführten unteren Stärkeklasse angehörten. Es folgten Sechzehntel-, Achtel-, Viertel- und Halbfinale. Im Endspiel, das am 20. Mai 1973 im Stadium Municipal in Toulouse stattfand, trafen die zwei Halbfinalsieger aufeinander und spielten um den Bouclier de Brennus. Dabei setzte sich Stadoceste Tarbais gegen die US Dax durch und errang zum vierten Mal den Meistertitel.

## Gruppenphase
|    | Team            | Siege | Unent. | Ndlg. | Spiel- punkte | Diff. | Tabellen- punkte |
| -- | --------------- | ----- | ------ | ----- | ------------- | ----- | ---------------- |
| 1. | AS Béziers      | 13    | 0      | 1     | 470:86        | + 384 | 26               |
| 2. | AS Montferrand  | 10    | 0      | 4     | 410:107       | + 303 | 20               |
| 3. | Stade Bagnérais | 9     | 2      | 3     | 240:144       | + 96  | 20               |
| 4. | FC Lourdes      | 6     | 1      | 7     | 283:195       | + 88  | 13               |
| 5. | FC Auch         | 6     | 1      | 7     | 181:308       | − 127 | 13               |
| 6. | US Montauban    | 4     | 3      | 7     | 224:248       | − 24  | 11               |
| 7. | RC Chalon       | 4     | 0      | 10    | 103:414       | − 311 | 8                |
| 8. | Avenir Aturin   | 0     | 1      | 13    | 113:522       | − 409 | 1                |

|    | Team               | Siege | Unent. | Ndlg. | Spiel- punkte | Diff. | Tabellen- punkte |
| -- | ------------------ | ----- | ------ | ----- | ------------- | ----- | ---------------- |
| 1. | CA Brive           | 13    | 1      | 0     | 525:73        | + 452 | 27               |
| 2. | Valence Sportif    | 9     | 1      | 4     | 261:127       | + 134 | 19               |
| 3. | SC Graulhet        | 9     | 1      | 4     | 224:176       | + 48  | 19               |
| 4. | Stade Rochelais    | 8     | 0      | 6     | 205:141       | + 64  | 16               |
| 5. | Stade Montois      | 6     | 1      | 7     | 289:201       | + 88  | 13               |
| 6. | SA Mauléon         | 5     | 0      | 9     | 123:320       | − 197 | 10               |
| 7. | US Bergerac        | 4     | 0      | 10    | 145:336       | − 191 | 8                |
| 8. | Olympique Besançon | 0     | 0      | 14    | 70:468        | − 398 | 0                |

|    | Team                 | Siege | Unent. | Ndlg. | Spiel- punkte | Diff. | Tabellen- punkte |
| -- | -------------------- | ----- | ------ | ----- | ------------- | ----- | ---------------- |
| 1. | RC Toulon            | 11    | 1      | 2     | 287:143       | + 144 | 23               |
| 2. | La Voulte Sportif    | 9     | 1      | 4     | 210:111       | + 99  | 19               |
| 3. | US Bressane          | 7     | 1      | 6     | 147:184       | − 37  | 15               |
| 4. | Boucau Tarnos Stade  | 6     | 2      | 6     | 150:105       | + 45  | 14               |
| 5. | Saint-Jean-de-Luz OR | 6     | 2      | 6     | 162:130       | + 32  | 14               |
| 6. | SC Tulle             | 5     | 0      | 9     | 171:222       | − 51  | 10               |
| 7. | SO Chambéry          | 5     | 0      | 9     | 105:188       | − 83  | 10               |
| 8. | USA Limoges          | 2     | 3      | 9     | 137:286       | − 149 | 7                |

|    | Team               | Siege | Unent. | Ndlg. | Spiel- punkte | Diff. | Tabellen- punkte |
| -- | ------------------ | ----- | ------ | ----- | ------------- | ----- | ---------------- |
| 1. | RC Narbonne        | 12    | 1      | 1     | 405:138       | + 267 | 25               |
| 2. | Biarritz Olympique | 8     | 2      | 4     | 306:179       | + 127 | 18               |
| 3. | Castres Olympique  | 8     | 1      | 5     | 186:159       | + 27  | 17               |
| 4. | CA Bègles          | 7     | 0      | 7     | 237:186       | + 51  | 14               |
| 5. | FC Oloron          | 5     | 0      | 9     | 129:208       | − 79  | 10               |
| 6. | FC Saint-Claude    | 4     | 2      | 8     | 161:293       | − 132 | 10               |
| 7. | UA Gaillac         | 4     | 1      | 9     | 147:260       | − 113 | 9                |
| 8. | AS Mérignac        | 4     | 1      | 9     | 129:277       | − 148 | 9                |

|    | Team                         | Siege | Unent. | Ndlg. | Spiel- punkte | Diff. | Tabellen- punkte |
| -- | ---------------------------- | ----- | ------ | ----- | ------------- | ----- | ---------------- |
| 1. | SU Agen                      | 14    | 0      | 0     | 430:79        | + 351 | 28               |
| 2. | FC Grenoble                  | 7     | 0      | 7     | 201:146       | + 55  | 14               |
| 3. | Saint-Girons SC              | 6     | 2      | 6     | 148:218       | − 70  | 14               |
| 4. | Stade Dijonnais              | 6     | 1      | 7     | 126:144       | − 18  | 13               |
| 5. | Lyon Olympique Universitaire | 6     | 0      | 8     | 200:189       | + 11  | 12               |
| 6. | Stade Ruthénois              | 5     | 1      | 8     | 124:237       | − 113 | 11               |
| 7. | US Tyrosse                   | 5     | 0      | 9     | 137:224       | − 87  | 10               |
| 8. | US Romans                    | 5     | 0      | 9     | 110:239       | − 129 | 10               |

|    | Team                  | Siege | Unent. | Ndlg. | Spiel- punkte | Diff. | Tabellen- punkte |
| -- | --------------------- | ----- | ------ | ----- | ------------- | ----- | ---------------- |
| 1. | US Dax                | 9     | 1      | 4     | 281:124       | + 157 | 19               |
| 2. | Stade Aurillacois     | 9     | 1      | 4     | 164:141       | + 23  | 19               |
| 3. | Stadoceste Tarbais    | 9     | 0      | 5     | 256:119       | + 137 | 18               |
| 4. | Racing Club de France | 9     | 0      | 5     | 193:149       | + 44  | 18               |
| 5. | UA Mimizan            | 6     | 1      | 7     | 136:167       | − 31  | 13               |
| 6. | Stade Montchaninois   | 6     | 1      | 7     | 116:159       | − 43  | 13               |
| 7. | SA Condom             | 3     | 2      | 9     | 134:195       | − 61  | 8                |
| 8. | Stade Poitevin        | 2     | 0      | 12    | 73:299        | − 226 | 4                |

|    | Team               | Siege | Unent. | Ndlg. | Spiel- punkte | Diff. | Tabellen- punkte |
| -- | ------------------ | ----- | ------ | ----- | ------------- | ----- | ---------------- |
| 1. | USA Perpignan      | 9     | 0      | 5     | 237:137       | + 100 | 18               |
| 2. | Stade Lavelanétien | 7     | 2      | 5     | 258:178       | + 80  | 16               |
| 3. | Aviron Bayonnais   | 7     | 2      | 5     | 219:154       | + 65  | 16               |
| 4. | Section Paloise    | 7     | 1      | 6     | 264:157       | + 107 | 15               |
| 5. | RRC Nice *         | 10    | 0      | 4     | 253:148       | + 105 | 20               |
| 6. | US Marmande        | 6     | 1      | 7     | 136:248       | − 112 | 13               |
| 7. | US Quillan         | 5     | 1      | 8     | 134:185       | − 51  | 11               |
| 8. | AS Soustons        | 1     | 1      | 12    | 104:398       | − 294 | 3                |

|    | Team                      | Siege | Unent. | Ndlg. | Spiel- punkte | Diff. | Tabellen- punkte |
| -- | ------------------------- | ----- | ------ | ----- | ------------- | ----- | ---------------- |
| 1. | Stade Beaumontois         | 9     | 2      | 3     | 224:169       | + 55  | 20               |
| 2. | ES Avignon Saint-Saturnin | 9     | 1      | 4     | 193:104       | + 89  | 19               |
| 3. | Stade Toulousain          | 9     | 0      | 5     | 274:163       | + 111 | 18               |
| 4. | RC Vichy                  | 8     | 1      | 5     | 195:155       | + 40  | 17               |
| 5. | US Fumel Libos            | 6     | 1      | 7     | 145:206       | − 61  | 13               |
| 6. | US Carmaux                | 5     | 1      | 8     | 135:165       | − 30  | 11               |
| 7. | CA Périgueux              | 4     | 2      | 8     | 173:274       | − 101 | 10               |
| 8. | US Cognac                 | 1     | 2      | 11    | 124:227       | − 103 | 4                |

* Der RRC Nice wurde wegen gewalttätiger Spielweise auf den fünften Platz zurückversetzt und somit von der Finalphase ausgeschlossen.

## Finalphase

### 1/16-Finale
| Datum         | Begegnung                                    | Ergebnis |
| ------------- | -------------------------------------------- | -------- |
| 18. März 1973 | Saint-Girons SC – Stade Bagnérais            | 10:20    |
| 18. März 1973 | USA Perpignan – Stade Aurillacois            | 10:06    |
| 18. März 1973 | FC Grenoble – SC Graulhet                    | 04:12    |
| 18. März 1973 | SU Agen – Stade Dijonnais                    | 16:06    |
| 18. März 1973 | Stadoceste Tarbais – Racing Club de France   | 07:03    |
| 18. März 1973 | RC Narbonne – US Bressane                    | 16:09    |
| 18. März 1973 | RC Toulon – Stade Lavelanétien               | 19:10    |
| 18. März 1973 | La Voulte Sportif – Castres Olympique        | 10:0     |
| 18. März 1973 | CA Brive – FC Lourdes                        | 28:06    |
| 18. März 1973 | AS Montferrand – Section Paloise             | 27:07    |
| 18. März 1973 | US Dax – RC Vichy                            | 16:14    |
| 18. März 1973 | Valence Sportif – Boucau Tarnos Stade        | 09:06    |
| 18. März 1973 | AS Béziers – CA Bègles                       | 26:08    |
| 18. März 1973 | Stade Toulousain – Biarritz Olympique        | 30:19    |
| 18. März 1973 | ES Avignon Saint-Saturnin – Aviron Bayonnais | 04:15    |
| 18. März 1973 | Stade Beaumontois – Stade Rochelais          | 11:06    |

### Achtelfinale
| Datum         | Begegnung                            | Ergebnis |
| ------------- | ------------------------------------ | -------- |
| 1. April 1973 | Stade Bagnérais – USA Perpignan      | 09:19    |
| 1. April 1973 | SC Graulhet – SU Agen                | 12:07    |
| 1. April 1973 | Stadoceste Tarbais – RC Narbonne     | 12:11    |
| 1. April 1973 | RC Toulon – La Voulte Sportif        | 07:14    |
| 1. April 1973 | CA Brive – AS Montferrand            | 18:09    |
| 1. April 1973 | US Dax – Valence Sportif             | 34:12    |
| 1. April 1973 | AS Béziers – Stade Toulousain        | 21:12    |
| 1. April 1973 | Aviron Bayonnais – Stade Beaumontois | 16:15    |

### Viertelfinale
| Datum          | Begegnung                              | Ergebnis |
| -------------- | -------------------------------------- | -------- |
| 22. April 1973 | USA Perpignan – SC Graulhet            | 10:03    |
| 22. April 1973 | Stadoceste Tarbais – La Voulte Sportif | 15:03    |
| 22. April 1973 | CA Brive – US Dax                      | 10:16    |
| 22. April 1973 | AS Béziers – Aviron Bayonnais          | 28:12    |

### Halbfinale
| Datum       | Begegnung                          | Ergebnis |
| ----------- | ---------------------------------- | -------- |
| 6. Mai 1973 | USA Perpignan – Stadoceste Tarbais | 00:06    |
| 6. Mai 1973 | US Dax – AS Béziers                | 23:03    |

### Finale
| 20. Mai 1973 | Stadoceste Tarbais                                                                                    | 18 : 12       | US Dax                                                                   | Stadium Municipal, Toulouse Zuschauer: 26.952 Schiedsrichter: André Cuny |
| 20. Mai 1973 | Versuche: Biescas (1) Pécune (1) Erhöhungen: Michel (2) Straftritte: Michel (1) Dropgoals: Michel (1) | (9:3) Bericht | Versuche: Arrieumerlou (1) Erhöhungen: Duclos (1) Dropgoals: Freicha (1) | Stadium Municipal, Toulouse Zuschauer: 26.952 Schiedsrichter: André Cuny |

Aufstellungen
Stadoceste Tarbais: Lucien Abadie, Francis Biescas, Claude Cabar, Patrick Leblanc, Antoine Marin, Fernand Marin, Daniel Marty, Georges Michel, Jean-Louis Montagne, Christian Paul, Joël Pécune, Alain Save, Francis Sénac, Jean Sillières, Gilbert Verdier
US Dax: Michel Arrieumerlou, Jean-Pierre Bastiat, Gilles Benali, Georges Capdepuy, Jean-Paul Cazenave, Yves Courrouy, Pierre Duclos, Bernard Dutin, Patrick Freicha, Christian Hoursiangou, Jacques Ibanez, Philippe Lebel, Jean-Pierre Lux, Bernard Trémont, Bernard Vinsonneau